# Captain Tsubasa J (videogioco SNES)
Captain Tsubasa J (キャプテン翼J ザ ウェイ トゥ ワールドユース?) è un videogioco della serie Captain Tsubasa (Holly e Benji) per SNES uscito intorno al 1995.
Il videogioco è diverso dai precedenti giochi di C.T. distribuiti dalla Tecmo. A differenza dei precedenti videogiochi della serie, è infatti un gioco di calcio in cui le azioni avvengono in tempo reale. Sono disponibili i tiri speciali, che si possono effettuare premendo determinati pulsanti solo quando il personaggio ha sufficiente energia.

## Trama
La trama si basa sui primi 6 volumi del manga Capitan Tsubasa World Youth e sugli ultimi 13 episodi dell'anime Captain Tsubasa J. Mentre Shingo Aoi (Rob Denton) entra nell'Inter primavera e Tsubasa Ozora (Oliver Hutton) vince il campionato brasiliano battendo in finale il Flamengo di Carlos Santana, la nazionale giapponese affronta in tre amichevoli 7 contro 7 i 7 del Giappone Reale (o RJ7, Real Japan 7). Al termine delle amichevoli, l'allenatore della nazionale Tatsuo Mikami (l'ex allenatore di Benji) si sente male e viene sostituito dall'allenatore del RJ 7 Minato Gamo che esclude dalla nazionale in caso di vittoria del RJ7 nelle 3 partite Hyuga (Mark), Misaki (Tom), i gemelli Tachibana (Derrick), Soda (Peterson/Reynolds), Jito (Yuma) e Nitta (Everett).
La nazionale giapponese in seguito affronta le qualificazioni ai mondiali contro Taiwan e Thailandia. In caso di successo si giocheranno due amichevoli contro Resto del Mondo e Olanda. Al termine di queste due amichevoli il gioco finisce.